# Dorika aureola
Dorika aureola är en fjärilsart som beskrevs av Walker 1856. Dorika aureola ingår i släktet Dorika och familjen nattflyn. Inga underarter finns listade i Catalogue of Life.